# Esperança Garcia
Pour les articles homonymes, voir García.
Esperança Garcia (Ferme Algodões, vers 1751 -?) était une femme noire brésilienne asservie, considérée comme la première femme avocate de l'État brésilien du Piauí,. Le 6 septembre 1770, Esperança envoya une pétition au gouverneur de la province de São José do Piauí, Gonçalo Lourenço Botelho de Castro, dénonçant les sévices et maltraitances physiques dont elle et son fils étaient victimes, de la part du contremaître de la ferme Algodões,. 
Garcia est née dans une ferme appartenant aux Jésuites, où se trouve aujourd'hui la municipalité de Nazaré do Piauí. À l'âge de 9 ans, lorsque le marquis de Pombal expulse l'ordre du Piaui, elle est emmenée esclave chez le capitaine Antonio Vieira de Couto. Le 6 septembre 1770, elle écrit une lettre au gouverneur de la capitainerie du Maranhão, Gonçalo Lourenço Botelho de Castro, dénonçant les mauvais traitements qu'elle avait subis. Elle demande également à retourner à Fazenda Algodões et à faire baptiser sa fille,. 
La lettre ne reçoit jamais de réponse. 

## Contexte

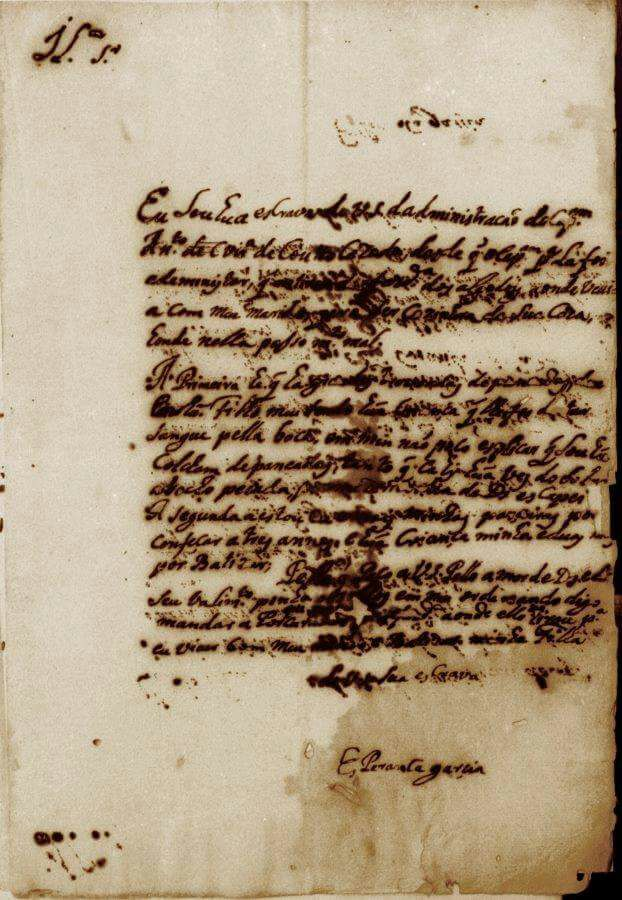
Lettre écrite par Esperança Garcia

De telles lettres, écrites par les esclaves, sont extrêmement rares. Les femmes étaient représentées par des hommes, alors qu'ici Garcia écrit elle-même au gouverneur. La lettre est également audacieuse puisqu'elle explique s'être enfuie alors que cela était illégal.

## Reconnaissance
La lettre d'Esperança Garcia est considérée comme la première pétition écrite par une femme dans l'histoire du Piauí, ce qui fait de Garcia une précurseure du droit dans l'État. C'est également un document important aux origines de la littérature afro-brésilienne. La date d'envoi, le 6 septembre, est célébrée la Journée de la Conscience Noire dans l'État du Piauí. 
En 2017, le Memorial Zumbi dos Palmares, un espace consacré à la culture noire à Teresina, a été rénové et rouvert sous le nom Memorial Esperança Garcia. Lors du carnaval de 2019, l'école de samba Estação Primeira de Mangueira a rendu hommage à Esperança Garcia dans son samba-enredo História pra Ninar Gente Grande (« Histoire pour coucher les grands »),. 